# Фромборк

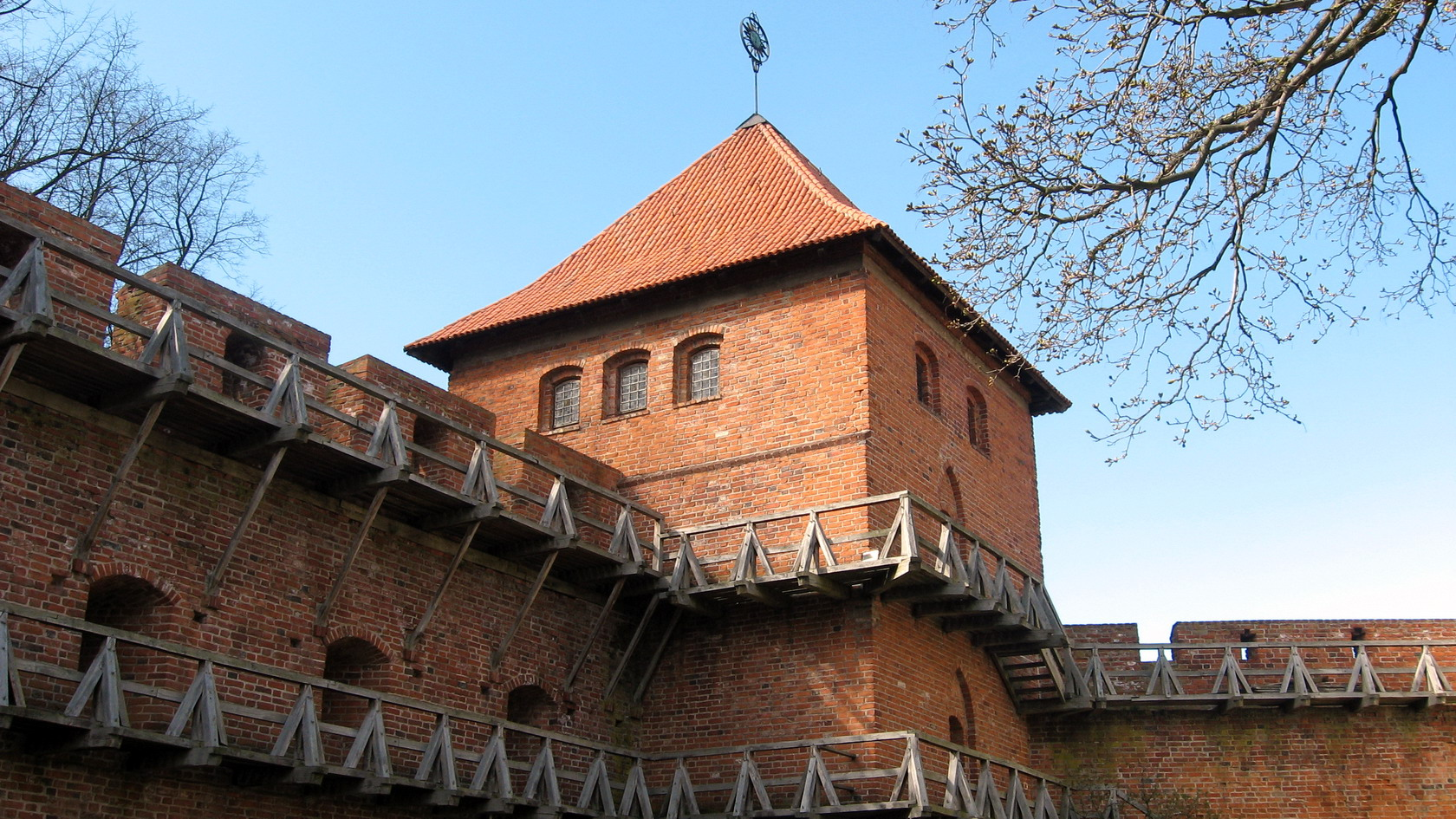

Фро́мборк (пол. Frombork, нім. Frauenburg) — місто в північній Польщі, над Віслинською затокою. Належить до Браневського повіту Вармінсько-Мазурського воєводства.

## Історія
Місто спочатку виникло як рибальське селище, приблизно в останній чверті XIII століття. З часу свого заснування, у 1261 році, Фромборкський собор був центром єпархії. Собор був оточений фортечними мурами.  Аж до 1926 року соборний комплекс та місто були окремими адміністративними одиницями.
Перебував на землях північно-західних слов'ян. Пізніше Фромборк входив до Пруссії, держави німецьких лицарів-хрестоносців Тевтонського ордена. Німецькою місто називалося Фрауенбург (нім. Frauenburg).
Пізніше, наприкінці XV століття, після підписання другого Торунського миру місто відійшло до Речі Посполитої та отримало свою нинішню назву.
1772 року, за результатами першого І поділу Речі Посполитої, Фрауенбург увійшов до складу Пруського королівства.
У 1945 році Фромборк був переданий Польщі.

## Демографія
Демографічна структура станом на 31 березня 2011 року:
|          | Загалом | Допрацездатний вік | Працездатний вік | Постпрацездатний вік |
| -------- | ------- | ------------------ | ---------------- | -------------------- |
| Чоловіки | 1186    | 220                | 868              | 98                   |
| Жінки    | 1290    | 205                | 806              | 279                  |
| Разом    | 2476    | 425                | 1674             | 377                  |